# Kim cang lá mác
Kim cang lá mác hay kim cang thon (danh pháp: Smilax lanceifolia) là một loài thực vật có hoa trong họ Smilacaceae. Loài này được Roxb. miêu tả khoa học đầu tiên năm 1832.